# Rinatija
Rinatija (hebrejsky רִנַּתְיָה‎, v oficiálním přepisu do angličtiny Rinnatya, přepisováno též Rinatia) je vesnice typu mošav v Izraeli, v Centrálním distriktu, v Oblastní radě Chevel Modi'in.

## Geografie
Leží v nadmořské výšce 62 metrů v hustě osídlené a zemědělsky intenzivně využívané pobřežní nížině, nedaleko od jižního okraje Šaronské planiny.
Obec se nachází 15 kilometrů od břehu Středozemního moře, cca 15 kilometrů východně od centra Tel Avivu a cca 85 kilometrů jižně od centra Haify. Leží v silně urbanizovaném území, na východním okraji aglomerace Tel Avivu, jejímiž východními výspami jsou zde města Savijon a Jehud-Monoson. 2 kilometr na severu je to pak město Petach Tikva. Společně se sousedními vesnicemi Nechalim, Nofech, Mazor a Be'erot Jicchak vytváří jednu velkou zemědělskou aglomeraci. Dál k východu již pokračuje převážně zemědělská krajina, byť rovněž s vysokou hustotou osídlení. 5 kilometrů jihozápadním směrem od mošavu leží Ben Gurionovo mezinárodní letiště. Rinatiji obývají Židé, přičemž osídlení v tomto regionu je etnicky převážně židovské.
Rinatija je na dopravní síť napojena pomocí dálnice číslo 40. Východně od vesnice probíhá rovněž severojižním směrem nová dálnice číslo 6 (Transizraelská dálnice). Mezi ní a mošavem probíhá železniční trať z Lodu do Kfar Saba, která v tomto úseku ale není využívána pro osobní přepravu.

## Dějiny
Rinatija byla založena v roce 1949. Jméno mošavu odkazuje na zaniklou arabskou vesnici Rantija, která tu stávala do roku 1948 a která uchovávala starší sídelní tradici. Římané ji nazývali Rantia, křižáci Rentie. V roce 1931 v této arabské vesnici žilo 411 lidí v 105 domech. Stála tu základní chlapecká škola založená roku 1947 a mešita. V roce 1948 ji během války za nezávislost dobyla izraelská armáda a arabské osídlení tu skončilo. Zástavba vesnice Rantija pak byla zcela zbořena, s výjimkou tří domů.
Zakladateli mošavu Rinatija byli židovští přistěhovalci z Maroka a Tuniska.
Správní území vesnice dosahuje cca 2000 dunamů (2 kilometry čtvereční). Stojí tu 72 rodinných farem. Koncem 90. let 20. století prošel mošav stavebním rozšířením o několik desítek rodinných domů.

## Demografie
Podle údajů z roku 2014 tvořili naprostou většinu obyvatel v Rinatiji Židé - cca 1100 osob (včetně statistické kategorie "ostatní", která zahrnuje nearabské obyvatele židovského původu ale bez formální příslušnosti k židovskému náboženství, cca 1200 osob).
Jde o menší obec vesnického typu s dlouhodobě rostoucí populací. K 31. prosinci 2014 zde žilo 1157 lidí. Během roku 2014 populace stoupla o 1,6 %.
| Rok            | 1961 | 1972 | 1983 | 1995 | 2001 | 2003 | 2004 | 2005 | 2006 | 2007 | 2008 | 2009 | 2010 | 2011 | 2012 | 2013 | 2014 |
| -------------- | ---- | ---- | ---- | ---- | ---- | ---- | ---- | ---- | ---- | ---- | ---- | ---- | ---- | ---- | ---- | ---- | ---- |
| Počet obyvatel | 449  | 443  | 337  | 520  | 725  | 759  | 795  | 800  | 854  | 882  | 878  | 1048 | 1064 | 1096 | 1106 | 1139 | 1157 |